# Kepa (Insel)
Kepa ist eine indonesische Insel des Alor-Archipels. 

## Geographie
Die Insel liegt vor der Küste der Insel Alors in der Pantarstraße. Sie gehört zum Distrikt Westalor Meer (Alor Barat Laut).